# بريت فرومان
بريت فرومان (بالإنجليزية: Brett Vroman)‏ مواليد 25 ديسمبر 1955 في هوليوود، هو لاعب كرة سلة أمريكي معتزل. بدأ مسيرته الاحترافية في سنة 1980. تم اختياره من قبل فريق فيلادلفيا سفنتي سيكسرز خلال الدرافت. يبلغ طوله 7 قدم 0 بوصة (2.1 م). لعب كرة السلة الجامعية في جامعة كاليفورنيا. اعتزل اللعب في 1989.

## المسيرة الاحترافية
لعب مع يوتا جاز في سنة 1980، ثم لعب مع منز سانا 1871 باسكت من سنة 1981 إلى 1983، ثم لعب مع نادي أريس لكرة السلة في سنة 1985، ثم لعب مع نادي غوريتسيا لكرة السلة في موسم 1985–1986، ثم لعب مع باسكت نابولي في سنة 1987، ثم لعب مع توربان بويات في موسم 1988–1989.

## روابط خارجية
- بريت فرومان على موقع إن بي أي (الإنجليزية)
- بريت فرومان على موقع سبورتس رفرنس (الإنجليزية)
- بريت فرومان على موقع كلية كرة السلة في سبورتس رفرنس.كوم (الإنجليزية)
- بريت فرومان على موقع ريلجم (الإنجليزية)
- بريت فرومان على موقع بروبوليرز (الإنجليزية)